# The Captain and the Kid
Albums de Elton John
Peachtree Road
(2004) Rocket Man: The Definitive Hits
(2007)
The Captain & The Kid est le trentième album studio d'Elton John, sorti en 2006. Il contient notamment les singles The Bridge et Tinderbox.
L'album fait écho au très célèbre Captain Fantastic and the Brown Dirt Cowboy (1975), l'un des chefs-d'œuvre de l'artiste. Dans le même esprit, les paroles de Bernie Taupin traitent de différents moments dans la carrière des deux compagnons. Elton John y répond musicalement puisque la chanson "The Captain And The Kid" reprend les premiers accords de guitare du titre "Captain Fantastic".
The Captain and The Kid a donc des allures d'album concept. Il constitue en tout cas un retour à un rock plus percutant et dynamique que l'album précédent, "Peachtree Road", ensemble de ballades nostalgiques.

## Liste des titres
1. Postcards from Richard Nixon – 5:15
2. Just Like Noah's Ark – 5:33
3. Wouldn't Have You Any Other Way (NYC) – 4:38
4. Tinderbox – 4:26
5. And the House Fell Down – 4:48
6. Blues Never Fade Away – 4:45
7. The Bridge – 5:54
8. I Must Have Lost it on the Wind – 3:53
9. Old '67 – 4:01
10. The Captain and the Kid – 5:01